# 필리프 판 파레이스

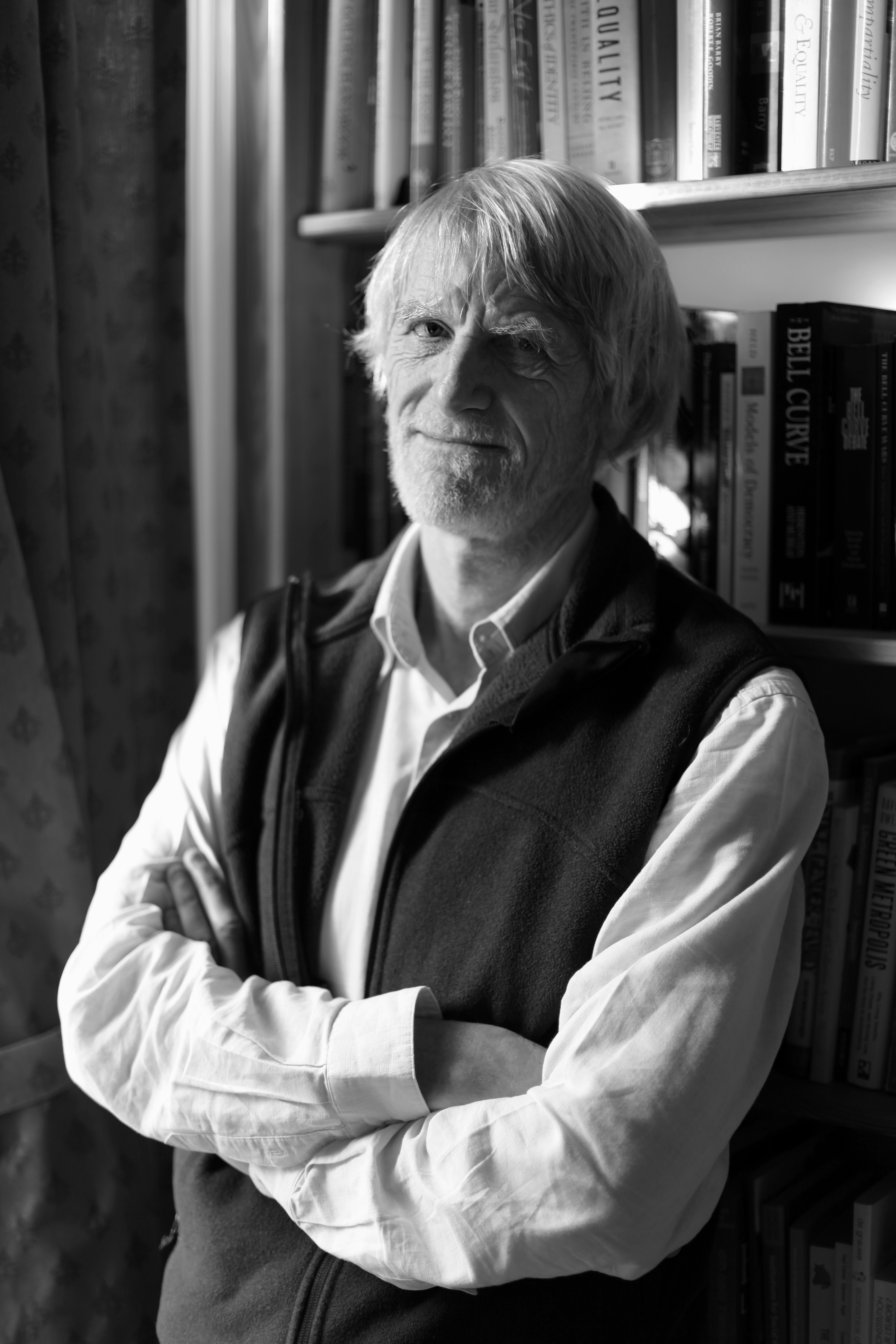
필리프 판 파레이스

필리프 판 파레이스(네덜란드어: Philippe Van Parijs, 1951년 5월 23일 ~ )는 벨기에의 정치 철학자, 경제학자이다. 기본소득 주창자로 유명하다.

## 공저
- 홍기빈 역. 《21세기 기본소득》. 흐름출판. 2018년. ISBN 9788965962588